# Lissonota scutellaris
Lissonota scutellaris là một loài tò vò trong họ Ichneumonidae.